# Dicranomyia (Dicranomyia) patricia
Dicranomyia (Dicranomyia) patricia is een tweevleugelige uit de familie steltmuggen (Limoniidae). De soort komt voor in het Palearctisch gebied.